# Sylvie Mballa Éloundou
Sylvie Florence Mballa Éloundou, née le 21 avril 1977 à Yaoundé, est une athlète franco-camerounaise. 

## Biographie
Elle participe sous les couleurs camerounaises aux Jeux olympiques d'été de 1996 à Atlanta (elle est éliminée en séries du 4x100 mètres) et sous les couleurs françaises aux Jeux méditerranéens de 2001, où elle remporte la médaille d'or du 4x100 mètres.
En 2006, elle termine septième des championnats du monde en salle de Moscou sur 60 mètres. Elle représentait de nouveau le Cameroun lors de cette compétition.

### Palmarès
| Date                     | Compétition                    | Lieu                     | Résultat                 | Épreuve                  | Performance              |
| Représentant le Cameroun | Représentant le Cameroun       | Représentant le Cameroun | Représentant le Cameroun | Représentant le Cameroun | Représentant le Cameroun |
| ------------------------ | ------------------------------ | ------------------------ | ------------------------ | ------------------------ | ------------------------ |
| 1996                     | Jeux olympiques                | Atlanta                  | série                    | 4 x 100 m                | DNF                      |
| 1998                     | Championnats d'Afrique         | Dakar                    | 3e                       | 4 x 400 m                | 3 min 33 s 85            |
| Représentant la France   |                                |                          |                          |                          |                          |
| 2001                     | Jeux méditerranéens            | Tunis                    | 1er                      | 4 x 100 m                | 44 s 40                  |
| Représentant le Cameroun |                                |                          |                          |                          |                          |
| 2006                     | Championnats du monde en salle | Moscou                   | 7e                       | 60 m                     | 7 s 30                   |